# The Glory (serie televisiva)
The Glory (더 글로리?, Deo geulloriLR) è una serie televisiva sudcoreana scritta da Kim Eun-sook e diretta da Ahn Gil-ho per Netflix. La prima parte è stata distribuita il 30 dicembre 2022 e la seconda il 10 marzo 2023.

## Trama
Dopo aver subito pesanti abusi e bullismo alla scuola superiore, ed essere stata testimone di altri atti crudeli, Moon Dong-eun riesce a cambiare scuola, ma la denuncia verso i sui aguzzini, viene respinta a causa della complicità di alcuni adulti che riescono a corrompere la madre psicotica e alcolizzata e dell'insabbiamento delle prove. Dopo aver cambiato scuola ed essersi pagata gli studi lavorando in una lavanderia e in un bagno pubblico Moon Dong-eun diventa architetto con abilitazione all'insegnamento e ottiene un posto insegnante presso la scuola frequentata dalla figlia di Park Yeon-Jin, leader dei bulli. Non avendo mai dimenticato le violenze sopportate, decide di mettere in atto un complicato e terribile piano di vendetta, raccogliendo nel tempo informazioni che potrebbero scoperchiare segreti, scheletri nell'armadio dei suoi aguzzini che coinvolgono anche persone importanti e segreti su una morte misteriosa di un'altra ragazza bullizzata nella stessa scuola e fatti controversi legati ad un ospedale dove fu portato il corpo della ragazza uccisa. Ma la strada per la rivalsa la porterà a fare i conti con ferite incancellabili, un violento disturbo post traumatico da stress e segreti che coinvolgeranno altri personaggi insospettabili.

## Personaggi e interpreti
- Moon Dong-eun, interpretata da Song Hye-kyo e Jung Ji-so  da adolescente.
Insegnante della classe 1-2 della scuola elementare di Semyeong, durante il liceo era oggetto costante di abusi fisici da parte di Yeon-jin e del suo gruppo. Decise quindi di lasciare la scuola e iniziò un elaborato piano di vendetta.
- Joo Yeo-jeong, interpretato da Lee Do-hyun.
Chirurgo plastico che ha lavorato presso il Seoul Joo General Hospital, dove sua madre è la direttrice.
- Park Yeon-jin, interpretata da Lim Ji-yeon e Shin Ye-eun da adolescente.
Presentatrice meteorologica in una stazione televisiva. Durante il liceo ha bullizzato Moon Dong-eun. Apparentemente piacente e formale, è in realtà sadica e manipolatrice e non esita ad attaccare e vessare le persone solo per pregiudizi.
- Kang Hyeon-nam, interpretata da Yeom Hye-ran.
Una governante che lavorava a casa del presidente della Fondazione Semyeong. Lei, insieme alla figlia, subiscono violenza domestica perpetrata dal marito, manesco e ludopata. Aiuta Dong-eun nella vendetta di quest'ultima diventando la sua investigatrice, in cambio di un aiuto contro il marito..
- Jeon Jae-joon, interpretato da Park Sung-hoon e Song Byung-keun da adolescente.
L'erede discromatopsico di un country club. Faceva parte del gruppo che abusava costantemente di Dong-eun. Aggressivo, violento,arrivista. amante occasionale di Park Yeon-jin, vorrebbe eliminare il marito e prendere potere.
- Ha Do-yeong, interpretato da Jung Sung-il.
Marito di Yeon-jin e amministratore delegato della Jaepyeong Construction. Viene catturato nella trappola a lungo pianificata di Dong-eun. È l'esatto opposto di sua moglie e detesta il suo comportamento privo di rimorsi.
- Choi Hye-jeong, interpretata da Cha Joo-young e Song Ji-woo adolescente.
Un'assistente di volo i cui genitori sono proprietari di un negozio di lavaggio a secco. Faceva parte del gruppo che abusava costantemente di Dong-eun, sebbene non contasse molto poiché non era ricca di famiglia. Nel gruppo tendeva a essere più un'esecutrice. Frivola e patetica, ha un interesse per Jeon jae-Joon, ma non disdegna uomini benestanti.
- Lee Sa-ra, interpretata da Kim Hieora e Bae Kang-hee da adolescente.
Membro del coro di una chiesa guidata dal suo ricco padre pastore. Crescendo, ha sviluppato una grave dipendenza dalla droga e ha intrapreso la carriera di pittrice astratta. Faceva parte del gruppo che abusava costantemente di Dong-eun. Subisce l'arroganza di Park Yeon Jin e Jeon Jae-Joon
- Myeong-oh, interpretato da Kim Gun-woo e Seo Woo-hyu.
Faceva parte del gruppo che abusava costantemente di Dong-eun. Crescendo, senza i legami o l'istruzione offerti dal privilegio finanziario, lavora come fattorino per Jae-joon e spacciatore per Sa-ra. A volte viene trattato come una pezza dagli altri del gruppo, e occasionalmente abusa fisicamente e psicologicamente di Kim Kyun-ran che tuttavia ha dipendenza verso lui. Tuttavia con la ricomparsa di Moon Dong-eun si dimostra collaborativo a dare informazioni. Aggerssivo, ma anche ingenuo e presuntuoso. Non esita a ricattare Park Yeon-jin dopo aver acquisito un'informazione scottante.
- Yoon So-hee, interpretata da Lee So-ee.
Una studentessa della Sunghan High School che era oggetto di costante bullismo e abusi da parte del gruppo di Yeon-jin come Dong-eun , ma le due non ebebro mai modo di incontrarsi. La sua morte fu considerata un suicidio, ma emergeranno dubbi sulle reali dinamiche.
- Ahn Jung-mi, interpretata da Jeon Soo-ah.
L'infermiera della Sunghan High School. Era l'unica adulta che sosteneva Dong-eun a scuola, verrà licenziata dopo la denuncia della ragazza
- Kim Jong-moon, interpretato da Park Yoon-hee.
Uno degli insegnante di Dong-eun alla Sunghan High School. Ha mostrato favoritismo verso il gruppo di Yeon-jin e ha abusato di Dong-eun perché aveva preso tangenti dai loro genitori. respinge la denuncia e giustifica l'abbandono di Moon Dong-eun colpevolizzando la ragazza.
- Kim Kyung-ran, interpretata da Ahn Ji-hye.
Commessa in una boutique di proprietà di Jae-joon. Durante i giorni del liceo, è diventata il prossimo bersaglio del costante bullismo da parte del gruppo di Yeon-jin dopo che Dong-eun ha lasciato la scuola. E probabile che sviluppi dipendenza e sudditanza dal gruppo dei bulli
- Jung Mi-hee, interpretata da Park Ji-a.
Madre di Dong-eun che lavorava da un barbiere. Ha abbandonato sua figlia in favore di tangenti. Ha una grave dipendenza dall'alcol e probabilmente disturbi di personalità, se non tratti psicotici.
- Chu Jeong-ho, interpretato da Heo Dong-won.
Un insegnante della scuola elementare di Semyeong che ha tensioni con Dong-eun. È possibile che abbia devianze sessuali.

## Episodi
| Stagione       | Episodi | Pubblicazione |
| -------------- | ------- | ------------- |
| Prima stagione | 16      | 2022-2023     |